# Tubiluchus
Genre
Tubiluchus est un genre de priapuliens de la famille des Tubiluchidae.

## Liste des espèces
Selon World Register of Marine Species (6 janvier 2018) :
- Tubiluchus arcticus Adrianov, Malakhov, Tchesunov & Tzetlin, 1989
- Tubiluchus australensis van der Land, 1985
- Tubiluchus corallicola van der Land, 1968
- Tubiluchus lemburgi Schmidt-Rhaesa, Rothe & Martínez, 2013
- Tubiluchus philippinensis van der Land, 1985
- Tubiluchus remanei van der Land, 1982
- Tubiluchus troglodytes Todaro & Shirley, 2003
- Tubiluchus vanuatensis Adrianov & Malakhov, 1991

et décrit depuis 
- Tubiluchus soyoae Schmidt-Rhaesa, Panpeng & Yamasaki, 2017
- Tubiluchus pardosi Schmidt-Rhaesa, Panpeng & Yamasaki, 2017

## Publication originale
- van der Land, 1968 : A new aschelminth, probably related to the Priapulida. Zoologische Mededelingen Leiden, vol. 42, p. 237-250.